# Sonall

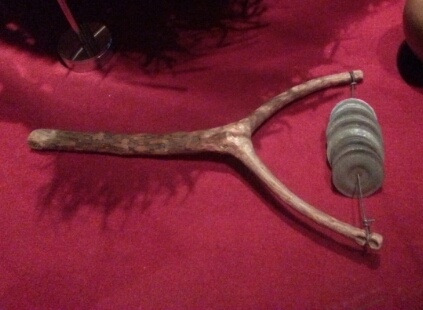
Sonall del Museu de la Música de Barcelona.

Un sonall (del llatí sonacŭlum, de sonar) o zing-zing és una joguina sonora de percussió. Així mateix, segons la classificació d'instruments musicals de Hornbostel-Sachs, és un instrument de percussió o idiòfon d'entrexoc per sacseig. Consisteix en unes petites peces que es troben en una cavitat (que pot ser oberta o tancada), i que xoquen entre si o contra les parets en ser sacsejades. Quan la cavitat és tancada, el so es produeix mitjançant petites peces o llavors contingudes dins de l'instrument. Per altra banda, quan el sonall és de cavitat oberta, les peces solen ser globulars, de metall o bé de llavors, i van subjectades amb una cinta, corda, tira de cuir, filferro o similar.
Els sonalls han estat utilitzats pels nens durant milers d'anys. Els primers que es coneixen daten de l'època egípcia, abans del començament de l'Imperi Nou. Nogensmenys, segons el filòsof grec Aristòtil, el sonall va ser un invent d'Arquites de Tàrent.
Alguns sonalls, trobats en diverses excavacions arqueològiques, estan fabricats amb argila i presenten curioses formes d'animals: porcs, aus, ossos, etc. Molts d'ells van ser policromats, però la pintura s'ha anat perdent amb el pas dels anys.
Una altra utilització del sonall és com a instrument religiós. Antigament, s'agitaven en moments de celebració per tal d'espantar mals esperits en determinades ocasions especials: naixements, casaments, morts, etc.